# Campeonato Femenino Sub-17 de la OFC de 2022
El Campeonato Femenino Sub-17 de la OFC 2022, que originalmente se celebraría como Campeonato Femenino OFC Sub-16 2021, iba a ser la quinta edición del Campeonato Femenino OFC Sub-16/U-17, el campeonato internacional bienal de fútbol juvenil organizado por la Confederación de Fútbol de Oceanía (OFC) para las selecciones nacionales femeninas sub-16 y sub-17 de Oceanía. 
El torneo sería organizado por Tahití. El ganador del torneo se clasificaría para la Copa Mundial Femenina Sub-17 de la FIFA 2022 en India como representante de la OFC.
El torneo estaba originalmente programado para celebrarse entre el 11 y el 26 de septiembre de 2021. Sin embargo, la OFC anunció el 4 de marzo de 2021 que se había pospuesto debido a la pandemia de COVID-19, en espera de la confirmación por parte de la FIFA de las fechas de la Copa Mundial Femenina Sub-17 de la FIFA 2022. El 4 de junio de 2021, la OFC anunció que el torneo se había reprogramado para junio de 2022, y el nombre del torneo cambió de "Campeonato Femenino Sub-16 de la OFC 2021" a "Campeonato Femenino Sub-17 de la OFC 202".